# География Магаданской области
Магаданская область — субъект Российской Федерации, расположенный на северо-востоке страны. Площадь территории — 462 464 км² — 11-е место среди субъектов России.

Магаданская область на карте России

## Расположение
Магаданская область находится на Дальнем Востоке. На севере граничит с Чукотским автономным округом, на востоке — с Камчатским краем, на западе — с Якутией, на юге — с Хабаровским краем.

## Геология

### Рельеф

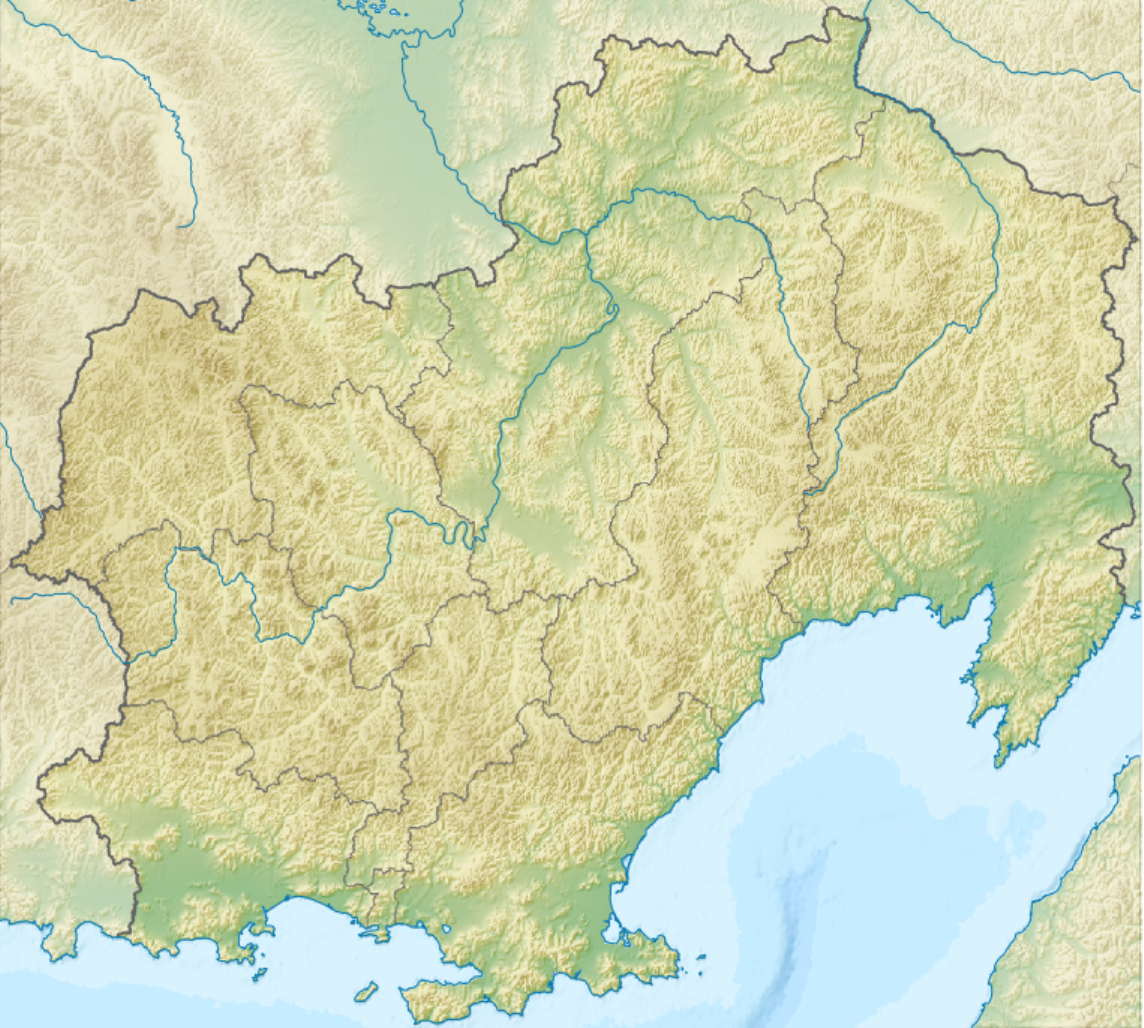
Рельефная карта Магаданской области

В рельефе Магаданской области основное место занимают горные хребты, и только на побережьях Охотского моря, в низовьях рек, расположены небольшие равнины.
Регион лежит в пределах Черского и Охотско-Анадырского сейсмических поясов. Сила землетрясений может доходить на хребте Черского до 8 баллов, а вдоль побережья — до 7.
Ведущее место в рельефе области принадлежит средне-высотным нагорьям. Большая часть области расположена в пределах Яно-Колымской складчатой системы. На западе области более чем на 1500 км протянулись цепи хребта Черского.

### Полезные ископаемые
Область богата золотом, серебром, оловом, вольфрамом, встречаются медь, молибден, нефть и газовый конденсат.

## Гидрография
Область омывается Охотским морем. Наиболее крупная река — Колыма.

## Климат
Вся территория Магаданской области относится к районам Крайнего Севера
Климат резко континентальный. Практически вся территория области находится в зоне вечной мерзлоты.